# 말루마

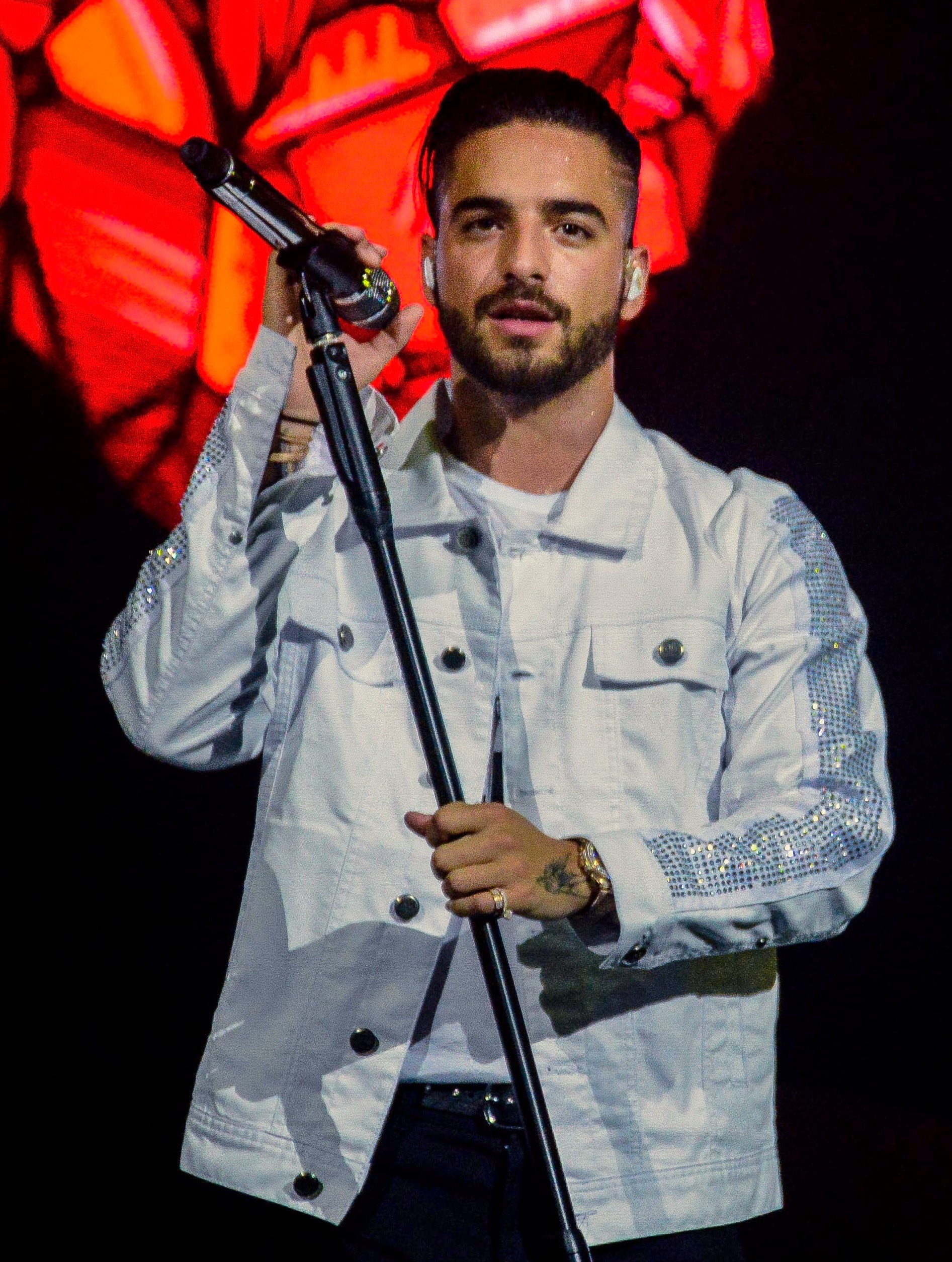
2017년 11월 공연 모습

말루마(Maluma, 본명: Juan Luis Londoño Arias, 1994년 1월 28일 ~ )는 콜롬비아의 싱어송라이터이다. 메데인에서 태어나 자랐으며 어린 시절 음악에 관심을 보여 16세에 노래를 레코딩하기 시작했다. 1년 뒤 데뷔 음반 Magia를 2012년 발매했다. 그러나 그의 획기적인 음반은 2015년의 Pretty Boy, Dirty Boy였으며 여러 아티스트들과 성공적인 콜라보로 이어진 계기가 되었다. 2018년 F.A.M.E.를 발매하면서 상업적인 성공을 거두었다.

## 디스코그래피
- Magia (2012)
- Pretty Boy, Dirty Boy (2015)
- F.A.M.E. (2018)
- 11:11 (2019)
- Papi Juancho (2020)

## 투어
- Pretty Boy, Dirty Boy World Tour (2016–17)
- F.A.M.E. Tour (2018)
- 11:11 World Tour (2019–20)
- Papi Juancho Tour (2021)